# Lothar von Hortstein

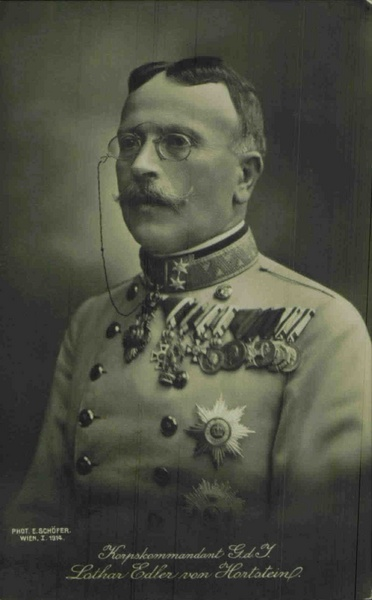
Korpskommandant General der Infanterie Lothar Edler von Hortstein

Lothar Edler von Hortstein (* 15. Oktober 1855 in Olmütz; † 4. August 1944 in Opava) war ein österreichischer Korpskommandant und k.u.k. General der Infanterie. 

## Leben
Lothar von Hortstein stammte aus einer jüdischen Familie mit dem ursprünglichen Nachnamen Ornstein. Er war der jüngere Sohn von Generalmajor Aurel Leopold von Hortstein (1826–1909).  Er diente ab 1874 in der Gemeinsamen Armee und war nacheinander Stabsoffizier oder Kommandeur von Infanterieeinheiten an verschiedenen Orten der Monarchie, unter anderem mehrere Jahre in Böhmen. Am 1. Mai 1903 wurde er zum Generalmajor, am 1. Mai 1907 zum Feldmarschalleutnant befördert. Im Jahr 1911 erreichte er den Rang eines Generals der Infanterie, gleichzeitig wurde er zum k. k. Geheimrat ernannt. Er war Befehlshaber von zwei Armeekorps (1911 bis 1912 in Dubrovnik, 1912 bis 1914 in Litoměřice).
Zu Beginn des Ersten Weltkriegs nahm er an den Kämpfen auf dem Balkan und an der Ostfront bei der Schlacht von Lemberg teil. Er wurde nach der Niederlage der k.u.k.-Armee im Herbst 1914 abberufen und in den Ruhestand versetzt. Nach dem Krieg wurde ohne Ergebnis eine Untersuchung wegen „militärischer Pflichtverletzungen im Krieg“ wegen Niedermachung von 120 Serben begonnen. Er verbrachte den Rest seines Lebens zurückgezogen in Opava.
Sein älterer Bruder Franz Joseph von Hortstein (1854–1938) diente ebenfalls in der Gemeinsamen Armee und erreichte den Rang eines Feldmarschalleutnants.

## Ehrungen
Für seine Verdienste erhielt er das Ritterkreuz des Leopold-Ordens (1908) und den Orden der Eisernen Krone erster Klasse (1914), außerdem war er Träger des Militärverdienstkreuzes, der Militär-Verdienstmedaille und mehrerer anderer Auszeichnungen. Seit 1913 war er Ehreninhaber des in Theresienstadt stationierten k.u.k. Infanterieregiments Nr. 92.